# Betsy Nagelsen
Betsy Nagelsen (St. Petersburg, 23 ottobre 1956) è una tennista statunitense.

## Biografia
Durante la sua carriera giunse in finale nel singolare all'Australian Open nel 1978 perdendo contro Chris O'Neil in due set (6-3, 7-6). Giunse due volte agli ottavi di finale al Torneo di Wimbledon, la prima volta nel 1981 venendo sconfitta in due set da Martina Navrátilová e nel 1986.
Nel doppio vinse gli Australian Open del 1980 esibendosi con Martina Navrátilová vincendo in finale Ann Kiyomura e Candy Reynolds per 6–4, 6–4. Due semifinali agli Open di Francia, una nel 1981 l'altra nel 1985. Giunse in finale anche nel Wimbledon del 1987 dove insieme a Elizabeth Sayers Smylie le due si arresero di fronte  a Claudia Kohde Kilsch e Helena Suková per 7–5, 7–5